# Großer Preis von Italien 1972
Der Große Preis von Italien 1972 (offiziell 43º Gran Premio d’Italia) fand am 10. September auf dem Autodromo Nazionale di Monza in Monza statt und war das zehnte Rennen der Automobil-Weltmeisterschaft 1972.

## Berichte

### Hintergrund
Aus Sicherheitsgründen hatte man die Rennstrecke von Monza mit zwei Schikanen modifiziert. Die Windschattenduelle bei Höchstgeschwindigkeit, die in den Vorjahren dort stets stattgefunden hatten, gehörten somit der Vergangenheit an. Stattdessen wurden die Bremsen aufgrund der veränderten Streckencharakteristik nun deutlich stärker als zuvor auf dieser Strecke belastet.
Bei Lotus befürchtete man in Italien nach wie vor gerichtliche Konsequenzen wegen des tödlichen Unfalls von Jochen Rindt im Jahr 1970 und trat dort deshalb, wie bereits im Vorjahr, nicht als offizielles Werksteam an. Stattdessen wurde ein Fahrzeug für Emerson Fittipaldi, der die Chance hatte, sich an diesem Wochenende den WM-Titel zu sichern, unter dem Teamnamen „World Wide Racing“ gemeldet.
Mario Andretti stand als dritter Fahrer für Ferrari zur Verfügung. Das Team Surtees wurde auf vier Wagen aufgestockt, da sich Teamgründer John Surtees dazu entschloss, neben den drei Stammfahrern Tim Schenken, Mike Hailwood und Andrea de Adamich zu dem Rennen anzutreten. Es stellte sich heraus, dass dies sein letzter Grand-Prix-Start werden sollte. B.R.M. brachte ebenfalls, wie bereits mehrfach in der ersten Hälfte der Saison, vier Werkswagen an den Start. Bei Tecno wurden erstmals zwei Fahrzeuge gemeldet. Pilotiert wurden sie von Nanni Galli und Derek Bell, die sich zuvor in unregelmäßigen Abständen im Cockpit des einzigen Tecno abgewechselt hatten.

### Training
Die erste Startreihe wurde aus zwei Fahrzeugen mit Zwölfzylinder-Motoren gebildet, nämlich dem Ferrari 312B2 von Jacky Ickx und dem Matra MS120D von Chris Amon. Dahinter qualifizierten sich Jackie Stewart, Clay Regazzoni, Denis Hulme und Emerson Fittipaldi.
Henri Pescarolo und Bell verfehlten die Qualifikation für das auf 25 Fahrzeuge limitierte Starterfeld.

### Rennen
Das Rennen begann im Moment des Fallens der Startflagge mit einer Schrecksekunde für Stewart, der aufgrund eines Kupplungsschadens nicht losfahren konnte. Da er auf dem dritten Startplatz stand, musste er befürchten, von einem der zahlreichen hinter ihm startenden Kollegen gerammt zu werden. Es gelang jedoch allen Fahrern, dem Hindernis reflexartig auszuweichen.
Ickx setzte seine Pole-Position in eine Führung um. Es folgte sein Teamkollege Regazzoni vor Fittipaldi und dem dritten Ferrari von Andretti. Amon befand sich nach einem schlechten Start auf dem fünften Rang. Da die früher in Monza üblichen Windschattenduelle nicht mehr möglich waren, blieb die Reihenfolge der Fahrer in der Spitzengruppe recht lange konstant. Lediglich Amon gelang es, in den ersten Runden Andretti zu überholen.
Die beiden Ferrari von Ickx und Regazzoni setzten sich an der Spitze etwas vom Rest des Feldes ab. Durch eine kurze Unachtsamkeit verlor Ickx in Runde 14 die Führung an seinen Teamkollegen. Dieser kollidierte drei Runden später mit dem Nachzügler Carlos Pace, der sich in einer der Schikanen gedreht hatte und dort als Hindernis auf der Strecke stand. Sowohl für Regazzoni als auch für Pace war das Rennen dadurch beendet, sodass Ickx wieder die Führung übernahm. Fittipaldi, Amon und Hailwood folgten in Reichweite.
Nachdem Hailwood wegen des Verlustes seiner Airbox zurückgefallen und Amon wegen einer defekten Bremsanlage ausgefallen war, blieb ein Duell um die Spitzenposition zwischen Ickx und Fittipaldi. Neun Runden vor Schluss musste der Führende wegen eines Problems mit der Batterie aufgeben und Fittipaldi den Sieg überlassen. Hailwood erreichte trotz seines Defektes den zweiten Rang vor Hulme.
Es war der letzte Grand-Prix-Sieg für den Reifenhersteller Firestone. Trotz zwei noch ausstehender Rennen war Lotus in der Konstrukteurs-Wertung nun nicht mehr einzuholen. Zudem stand Emerson Fittipaldi im Alter von 25 Jahren als bis dato jüngster Weltmeister der Formel-1-Geschichte fest. Diese Bestmarke blieb bestehen, bis Fernando Alonso im Jahr 2005 den Titel im Alter von 24 Jahren gewann.

## Meldeliste
| Team                            | Nr. | Fahrer               | Chassis       | Motor                    | Reifen |
| ------------------------------- | --- | -------------------- | ------------- | ------------------------ | ------ |
| Elf Team Tyrrell                | 01  | Jackie Stewart       | Tyrrell 005   | Ford Cosworth DFV 3.0 V8 | G      |
| Elf Team Tyrrell                | 01T | Jackie Stewart       | Tyrrell 004   | Ford Cosworth DFV 3.0 V8 | G      |
| Elf Team Tyrrell                | 01T | François Cevert      | Tyrrell 004   | Ford Cosworth DFV 3.0 V8 | G      |
| Elf Team Tyrrell                | 02  | Tyrrell 002          |               | Ford Cosworth DFV 3.0 V8 | G      |
| Scuderia Ferrari SpA SEFAC      | 03  | Mario Andretti       | Ferrari 312B2 | Ferrari 001/1 3.0 F12    | F      |
| Scuderia Ferrari SpA SEFAC      | 04  | Jacky Ickx           | Ferrari 312B2 | Ferrari 001/1 3.0 F12    | F      |
| Scuderia Ferrari SpA SEFAC      | 05  | Clay Regazzoni       | Ferrari 312B2 | Ferrari 001/1 3.0 F12    | F      |
| World Wide Racing               | 06  | Emerson Fittipaldi   | Lotus 72D     | Ford Cosworth DFV 3.0 V8 | F      |
| Team Surtees                    | 07  | John Surtees         | Surtees TS14  | Ford Cosworth DFV 3.0 V8 | F      |
| Team Surtees                    | 08  | Tim Schenken         | Surtees TS9B  | Ford Cosworth DFV 3.0 V8 | F      |
| Ceramica Pagnossin Team Surtees | 09  | Andrea de Adamich    | Surtees TS9B  | Ford Cosworth DFV 3.0 V8 | F      |
| Brooke Bond Oxo Team Surtees    | 10  | Mike Hailwood        | Surtees TS9B  | Ford Cosworth DFV 3.0 V8 | F      |
| Martini Racing Team             | 11  | Nanni Galli          | Tecno PA123/3 | Tecno Series-P 3.0 F12   | F      |
| Martini Racing Team             | 12  | Derek Bell           | Tecno PA123/3 | Tecno Series-P 3.0 F12   | F      |
| Yardley Team McLaren            | 14  | Denis Hulme          | McLaren M19C  | Ford Cosworth DFV 3.0 V8 | G      |
| Yardley Team McLaren            | 14T | Denis Hulme          | McLaren M19A  | Ford Cosworth DFV 3.0 V8 | G      |
| Yardley Team McLaren            | 14T | Peter Revson         | McLaren M19A  | Ford Cosworth DFV 3.0 V8 | G      |
| Yardley Team McLaren            | 15  | McLaren M19C         |               | Ford Cosworth DFV 3.0 V8 | G      |
| Clarke-Mordaunt-Guthrie Racing  | 16  | Mike Beuttler        | March 721G    | Ford Cosworth DFV 3.0 V8 | G      |
| STP March Racing Team           | 18  | Niki Lauda           | March 721G    | Ford Cosworth DFV 3.0 V8 | G      |
| STP March Racing Team           | 19  | Ronnie Peterson      | March 721G    | Ford Cosworth DFV 3.0 V8 | G      |
| Equipe Matra Sports             | 20  | Chris Amon           | Matra MS120D  | Matra MS72 3.0 V12       | G      |
| Equipe Matra Sports             | 20T | Chris Amon           | Matra MS120C  | Matra MS72 3.0 V12       | G      |
| Marlboro B.R.M.                 | 21  | Jean-Pierre Beltoise | BRM P180      | BRM P142 3.0 V12         | F      |
| Marlboro B.R.M.                 | 22  | Howden Ganley        | BRM P160C     | BRM P142 3.0 V12         | F      |
| Marlboro B.R.M.                 | 23  | Peter Gethin         | BRM P160C     | BRM P142 3.0 V12         | F      |
| Marlboro B.R.M.                 | 24  | Reine Wisell         | BRM P160C     | BRM P142 3.0 V12         | F      |
| Team Williams Motul             | 25  | Henri Pescarolo      | March 721     | Ford Cosworth DFV 3.0 V8 | G      |
| Team Williams Motul             | 26  | Carlos Pace          | March 711     | Ford Cosworth DFV 3.0 V8 | G      |
| Motor Racing Developments       | 28  | Graham Hill          | Brabham BT37  | Ford Cosworth DFV 3.0 V8 | G      |
| Motor Racing Developments       | 29  | Wilson Fittipaldi    | Brabham BT34  | Ford Cosworth DFV 3.0 V8 | G      |
| Motor Racing Developments       | 30  | Carlos Reutemann     | Brabham BT37  | Ford Cosworth DFV 3.0 V8 | G      |

Anmerkungen
1. ↑  Der Tyrrell 004 mit der Startnummer 1T stand sowohl Stewart als auch Cevert als T-Car zur Verfügung, kam jedoch nicht zum Einsatz.
2. ↑  Der McLaren M19A mit der Startnummer 14T stand sowohl Hulme als auch Revson als T-Car zur Verfügung, kam jedoch nicht zum Einsatz.
3. ↑  Der Matra MS120C mit der Startnummer 20T stand Amon als T-Car zur Verfügung, kam jedoch nicht zum Einsatz.

## Klassifikationen

### Startaufstellung
| Pos. | Fahrer               | Konstrukteur | Zeit    | Ø-Geschwindigkeit | Start |
| ---- | -------------------- | ------------ | ------- | ----------------- | ----- |
| 01   | Jacky Ickx           | Ferrari      | 1:35,65 | 217,355 km/h      | 01    |
| 02   | Chris Amon           | Matra        | 1:35,69 | 217,264 km/h      | 02    |
| 03   | Jackie Stewart       | Tyrrell-Ford | 1:35,79 | 217,037 km/h      | 03    |
| 04   | Clay Regazzoni       | Ferrari      | 1:35,83 | 216,947 km/h      | 04    |
| 05   | Denis Hulme          | McLaren-Ford | 1:35,97 | 216,630 km/h      | 05    |
| 06   | Emerson Fittipaldi   | Lotus-Ford   | 1:36,29 | 215,910 km/h      | 06    |
| 07   | Mario Andretti       | Ferrari      | 1:36,32 | 215,843 km/h      | 07    |
| 08   | Peter Revson         | McLaren-Ford | 1:36,42 | 215,619 km/h      | 08    |
| 09   | Mike Hailwood        | Surtees-Ford | 1:36,50 | 215,440 km/h      | 09    |
| 10   | Reine Wisell         | B.R.M.       | 1:36,68 | 215,039 km/h      | 10    |
| 11   | Carlos Reutemann     | Brabham-Ford | 1:37,12 | 214,065 km/h      | 11    |
| 12   | Peter Gethin         | B.R.M.       | 1:37,21 | 213,867 km/h      | 12    |
| 13   | Graham Hill          | Brabham-Ford | 1:37,61 | 212,990 km/h      | 13    |
| 14   | François Cevert      | Tyrrell-Ford | 1:37,79 | 212,598 km/h      | 14    |
| 15   | Wilson Fittipaldi    | Brabham-Ford | 1:37,82 | 212,533 km/h      | 15    |
| 16   | Jean-Pierre Beltoise | B.R.M.       | 1:37,86 | 212,446 km/h      | 16    |
| 17   | Howden Ganley        | B.R.M.       | 1:37,91 | 212,338 km/h      | 17    |
| 18   | Carlos Pace          | March-Ford   | 1:37,98 | 212,186 km/h      | 18    |
| 19   | John Surtees         | Surtees-Ford | 1:38,31 | 211,474 km/h      | 19    |
| 20   | Niki Lauda           | March-Ford   | 1:38,52 | 211,023 km/h      | 20    |
| 21   | Andrea de Adamich    | Surtees-Ford | 1:38,60 | 210,852 km/h      | 21    |
| 22   | Tim Schenken         | Surtees-Ford | 1:38,61 | 210,831 km/h      | 22    |
| 23   | Nanni Galli          | Tecno        | 1:38,64 | 210,766 km/h      | 23    |
| 24   | Ronnie Peterson      | March-Ford   | 1:38,70 | 210,638 km/h      | 24    |
| 25   | Mike Beuttler        | March-Ford   | 1:39,73 | 208,463 km/h      | 25    |
| DNQ  | Henri Pescarolo      | March-Ford   | 1:40,21 | 207,464 km/h      | –     |
| DNQ  | Derek Bell           | Tecno        | 1:42,07 | 203,684 km/h      | –     |

### Rennen
| Pos. | Fahrer               | Konstrukteur | Runden | Stopps | Zeit       | Start | Schnellste Runde |
| ---- | -------------------- | ------------ | ------ | ------ | ---------- | ----- | ---------------- |
| 01   | Emerson Fittipaldi   | Lotus-Ford   | 55     | 0      | 1:29:58,4  | 06    |                  |
| 02   | Mike Hailwood        | Surtees-Ford | 55     | 0      | + 14,5     | 09    |                  |
| 03   | Denis Hulme          | McLaren-Ford | 55     | 0      | + 23,8     | 05    |                  |
| 04   | Peter Revson         | McLaren-Ford | 55     | 0      | + 35,7     | 08    |                  |
| 05   | Graham Hill          | Brabham-Ford | 55     | 0      | + 1:05,6   | 13    |                  |
| 06   | Peter Gethin         | B.R.M.       | 55     | 0      | + 1:21,9   | 12    |                  |
| 07   | Mario Andretti       | Ferrari      | 54     | 1      | + 1 Runde  | 07    |                  |
| 08   | Jean-Pierre Beltoise | B.R.M.       | 54     | 0      | + 1 Runde  | 16    |                  |
| 09   | Ronnie Peterson      | March-Ford   | 54     | 1      | + 1 Runde  | 24    |                  |
| 10   | Mike Beuttler        | March-Ford   | 54     | 0      | + 1 Runde  | 25    |                  |
| 11   | Howden Ganley        | B.R.M.       | 52     | 1      | + 3 Runden | 17    |                  |
| 12   | Reine Wisell         | B.R.M.       | 51     | 1      | + 4 Runden | 10    |                  |
| 13   | Niki Lauda           | March-Ford   | 50     | 1      | + 5 Runden | 20    |                  |
| –    | Jacky Ickx           | Ferrari      | 46     | 0      | DNF        | 01    | 1:36,3           |
| –    | Chris Amon           | Matra        | 38     | 0      | DNF        | 02    |                  |
| –    | Andrea de Adamich    | Surtees-Ford | 33     | 1      | DNF        | 21    |                  |
| –    | Wilson Fittipaldi    | Brabham-Ford | 20     | 0      | DNF        | 19    |                  |
| –    | John Surtees         | Surtees-Ford | 20     | 0      | DNF        | 22    |                  |
| –    | Tim Schenken         | Surtees-Ford | 20     | 0      | DNF        | 15    |                  |
| –    | Clay Regazzoni       | Ferrari      | 16     | 0      | DNF        | 04    |                  |
| –    | Carlos Pace          | March-Ford   | 15     | 0      | DNF        | 18    |                  |
| –    | Carlos Reutemann     | Brabham-Ford | 14     | 0      | DNF        | 11    |                  |
| –    | François Cevert      | Tyrrell-Ford | 14     | 0      | DNF        | 14    |                  |
| –    | Nanni Galli          | Tecno        | 6      | 0      | DNF        | 23    |                  |
| –    | Jackie Stewart       | Tyrrell-Ford | 0      | 0      | DNF        | 03    |                  |

## WM-Stände nach dem Rennen
Die ersten sechs des Rennens bekamen 9, 6, 4, 3, 2 bzw. 1 Punkt(e). In der Konstrukteurswertung zählten dabei nur die Punkte des bestplatzierten Fahrers eines Teams.

### Fahrerwertung
| Pos. | Fahrer               | Konstrukteur | Punkte |
| ---- | -------------------- | ------------ | ------ |
| 01   | Emerson Fittipaldi   | Lotus-Ford   | 61     |
| 02   | Denis Hulme          | McLaren-Ford | 31     |
| 03   | Jackie Stewart       | Tyrrell-Ford | 27     |
| 04   | Jacky Ickx           | Ferrari      | 25     |
| 05   | Peter Revson         | McLaren-Ford | 17     |
| 06   | Mike Hailwood        | Surtees-Ford | 13     |
| 07   | Clay Regazzoni       | Ferrari      | 13     |
| 08   | Chris Amon           | Matra        | 11     |
| 09   | Jean-Pierre Beltoise | B.R.M.       | 9      |
| 10   | Ronnie Peterson      | March-Ford   | 9      |
| 11   | François Cevert      | Tyrrell-Ford | 9      |
| 12   | Brian Redman         | McLaren-Ford | 4      |
| 13   | Howden Ganley        | B.R.M.       | 4      |
| 14   | Graham Hill          | Brabham-Ford | 4      |
| 15   | Andrea de Adamich    | Surtees-Ford | 3      |
| 16   | Mario Andretti       | Ferrari      | 3      |
| 17   | Carlos Pace          | March-Ford   | 3      |
| 18   | Tim Schenken         | Surtees-Ford | 2      |
| 19   | Arturo Merzario      | Ferrari      | 1      |

| Pos. | Fahrer            | Konstrukteur    | Punkte |
| ---- | ----------------- | --------------- | ------ |
| 20   | Peter Gethin      | B.R.M.          | 1      |
| 21   | Carlos Reutemann  | Brabham-Ford    | 0      |
| 22   | Wilson Fittipaldi | Brabham-Ford    | 0      |
| 23   | Niki Lauda        | March-Ford      | 0      |
| 24   | Helmut Marko      | B.R.M.          | 0      |
| 25   | Henri Pescarolo   | March-Ford      | 0      |
| 26   | Mike Beuttler     | March-Ford      | 0      |
| 27   | Dave Walker       | Lotus-Ford      | 0      |
| 28   | Rolf Stommelen    | Eiffelland-Ford | 0      |
| 29   | Reine Wisell      | B.R.M.          | 0      |
| 30   | John Love         | Surtees-Ford    | 0      |
| 31   | Nanni Galli       | Ferrari / Tecno | 0      |
| –    | Àlex Soler-Roig   | B.R.M.          | 0      |
| –    | Dave Charlton     | Lotus-Ford      | 0      |
| –    | Patrick Depailler | Tyrrell-Ford    | 0      |
| –    | Derek Bell        | Tecno           | 0      |
| –    | François Migault  | Connew-Ford     | 0      |
| –    | John Surtees      | Surtees-Ford    | 0      |

### Konstrukteurswertung
| Pos. | Konstrukteur | Punkte |
| ---- | ------------ | ------ |
| 01   | Lotus-Ford   | 61     |
| 02   | McLaren-Ford | 39     |
| 03   | Tyrrell-Ford | 33     |
| 04   | Ferrari      | 29     |
| 05   | Surtees-Ford | 18     |
| 06   | B.R.M.       | 14     |

| Pos. | Konstrukteur   | Punkte |
| ---- | -------------- | ------ |
| 07   | March-Ford     | 12     |
| 08   | Matra          | 11     |
| 09   | Brabham-Ford   | 4      |
| 10   | Eifelland-Ford | 0      |
| –    | Tecno          | 0      |
| –    | Connew-Ford    | 0      |